# Тафоральт
Тафоральт (Taforalt) — грот в гірському масиві Бені-Снассен, за 55 км на північний захід від м. Уджда (Марокко).
У 1951—1955 розкопано більше 30 поховань, що відносяться до пізньопалеолітичної іберо-мавританської культури; абсолютна стародавність пам'ятки — 10-12 тисяч років. Скелетні рештки належали майже 200 людям різних статі й віку. Антропологічно люди з Тафоральт були близькі до деяких представників населення Європи кінця епохи пізнього палеоліту.
У 1995 році Міністерство у справах культури Марокко подало заявку на включення гроту Тафоральт до списку Світової спадщини ЮНЕСКО.

## Археологія
Під час розкопок, які тривають з 1908 року, у Тарофальті, печері, якій приблизно 15 000 років, дослідники виявили, що ефедра, лікарська рослина, відігравала важливу роль у поховальних ритуалах. Плоди ефедри були знайдені в місцях для поховань, а радіовуглецевий аналіз підтвердив, що вони належать до одного періоду з людськими останками. Це свідчить про свідоме використання ефедри в поховальних обрядах, можливо, для вшанування або збереження померлих.
Ефедра також відома своїми лікувальними властивостями, такими як лікування застуди та зменшення кровотечі. Використання цієї рослини ранніми спільнотами свідчить про їхні глибокі знання лікарських властивостей рослин, що ставить під сумнів попередні уявлення про рівень медичних знань у доісторичних суспільствах.